# 1359 Prieska
1359 Prieska је астероид главног астероидног појаса са пречником од приближно 51,98 .
Афел астероида је на удаљености од 3,320 астрономских јединица (АЈ) од Сунца, а перихел на 2,923 АЈ.
Ексцентрицитет орбите износи 0,063, инклинација (нагиб) орбите у односу на раван еклиптике 11,098 степени, а орбитални период износи 2014,790 дана (5,516 година).
Апсолутна магнитуда астероида је 10,50 а геометријски албедо 0,041.
Астероид је откривен 22. јула 1935. године.